# متی دیکسون
متی دیکسون (انگلیسی: Matty Dixon؛ زادهٔ ۱۹ دسامبر ۱۹۹۴) بازیکن فوتبال اهل بریتانیا است.
از باشگاه‌هایی که در آن بازی کرده‌است می‌توان به باشگاه فوتبال یورک سیتی، باشگاه فوتبال هال سیتی، باشگاه فوتبال اسپنیمور تاون، باشگاه فوتبال نورث فریبی یونایتد، باشگاه فوتبال ویتبای تاون، باشگاه فوتبال گینزبورو ترینیتی، و باشگاه فوتبال اسکاربرو اتلتیک اشاره کرد.